# Зоран Калинић (професор)
Зоран (Петар) Калинић (Бања Лука, 3. март 1954) српски је правник.
Дипломирао је на Правном факултету Универзитета “Ђуро Пуцар Стари”. Током школовања је активан у друштвеном животу младих у Бања Луци. Дуго година је активно радио у извиђачкој организацији Југославије и Босне и Херцеговине и носилац је највиших признања за допринос развоју ове организације.
Прво запослење добио је 1975. године након повратка са служења војног рока у Југославенској народној армији, у Ваздухопловном заводу ”Космос”, где је се врло активно укључио у живот младих радника и чланова колектива и убрзо постао члан руководства омладинске организације.
Током 1980. године, као представник Савеза извиђача, биран је за секретара Председништва Општинске Конференције Савеза омладине Бања Лука. Током овог мандата учествује у друштвеном животу младих Бања Луке, Босне и Херцеговине и Југославије.
Организатор је многих локалних радних акција, али и конституисања омладинских радних бригаде из Бања Луке, које су радиле на изградњи инфраструктурних објеката и путних комуникација и у Босни и Херцеговини и широм Југославије.

## Радно искуство
| Установе у којима је био запослен |                                        |           |                                |             |
| Р.б.                              | Установа                               | Место     | Радно место                    | Петриод     |
| 1.                                | ВЗ КОСМОС                              | Бања Лука | Начелник комерцијалног сектора | 1975 – 1980 |
| 2.                                | ССО БиХ                                | Сарајево  | Републичка конференција        | 1980 – 1982 |
| 3.                                | ВЗ КОСМОС                              | Бања Лука | Начелник комерцијалног сектора | 1982 – 1984 |
| 4.                                | СКЈ - Општинска конференција Бања Лука | Бања Лука | Секретар                       | 1984 – 1988 |
| 5.                                | ВЗ КОСМОС                              | Бања Лука | Организација и координација    | 1988 – 1993 |
| 6.                                | КРАЈИНА – КОПАОНИК ДД                  | Бања Лука | Генерални директор             | 1993 – 2008 |
| 7.                                | ТРИГЛАВ КРАЈИНА – КОПАОНИК АД          | Бања Лука | Члан Управе                    | 2008 – 2010 |
| Установе у којима запослен        |                                        |           |                                |             |
| 8.                                | НЕЗАВИСНИ УНИВЕРЗИТЕТ БАЊА ЛУКА        | Бања Лука | Власник и Оснивач, Предавач    | 2010-       |

## Школовање
- Током 1990. дипломирао на Правном факултету Универзитета “Ђуро Пуцар Стари”.
- Током 2002. године магистрирао је на Европском центру за мир и развој у Београду и стекао звање магистра наука менаџмента.
  - Назив магистарског рада: МЕНАЏЕРСКЕ ОСОБИНЕ КАО ФАКТОР УПРАВЉАЊА ПРОМЈЕНАМА У СПОРТУ
  - Ужа научна област : МЕНАЏМЕНТ
- Током 2006. године докторирао је на Факултету за менаџмент Универзитета Привредна Академија у Новом Саду и стекао звање доктора менаџмента.
  - Назив докторске дисертације: КЛУБСКИ МЕНАЏМЕНТ КАО ФАКТОР ЕФЕКТИВНОГ СПОРТСКОГ СПОНЗОРСТВА
  - Ужа научна област: МЕНАЏМЕНТ
- 2013. године на Факултету за образовање дипломираних правника и економиста Нови Сад при Универзитету АЛФА Београд докторирао је и стакао звање доктора правних наука.

Аутор је и коаутор више монографија, Учествује на већем броју међународних научних скупова и објавио је већи број научних радова у домаћим и страним научним часописима.
Живи и ради у Бања Луци као професор на предметима управљање осигурањем, политички менаџмент и менаџмент јавног сектора.

### Стечена звања
- Стручна звања :    дипломирани правник
- Академска звања:   доцент, ванредни професор
- Научна област :    менаџмент, друштвено-хуманистичке науке

### Чланство у научним и стручним организацијама или удружењима
- Удружење осигуравача Републике Српске
- Удружење менаџера и предузетника Републике Српске

## Активност на јавним функцијама
- Почетком 1982.године, изабран је за секретара Председништва Републичке конференције младих Босне и Херцеговине.
- Од 1982-1986. године је и делегате у Друштвено политичком већу, Скупштине Социјалистичке Републике Босне и Херцеговине. Током овог мандата био је и члан Кадровске комисије Савеза социјалистичке омладине Југославије, коју су чинили секретар и председништава ССО република и покрајина.
- Након повратка из Сарајева у Бања Луку 1984. године, избран је за Извршног секретара у Општинском комитету СК Бања Лука, за питања одбране и заштите.
- Током 1986.године, постаје секретар Председништва Општинског комитета СК Бања Лука. Учесник је неколико омладинских и конгреса Савеза комуниста Босне и Херцеговине и СФР Југославије.
- Од 1989. године, након повратка у своју „стару“ радну организацију, ради у Комерцијалном сектору, када је биран и за начелника овог сектора „ВЗ Космос“ и ту дужност обавља до 1993. године.
- Од 1993.године обавља дужност генералног директора осигуравајућег друштва „Крајина - Копаоник“ гдје остаје до 2008. године.
- Од 2008. до 2010. године савјетник је у друштву за осигурање Триглав – Крајина Копаоник а.д. Бања Лука.
- Од 1996. године организатор је као власник и предсједник Управног одбора „Независне радио-телевизије Бањалука“ која даје значајан допринос развоју демократије и помирења у Босни и Херцеговини.
- Са четворицом блиских пријатеља 2005. године, оснива Факултет за политичке и друштвене науке у Бања Луци, једну од првих високошколских приватних институција у Републици Српској, који 2006. године, прераста у Независни универзитет Бања Лука.
- Од почетка 2018. године је ректор Независног универзитета Бања Лука.[2][3]

## Активност  у спортским организацијама Града Бања Лука
- Од 1988-1991. године члан је Управног одбора ФК “Борац”. Председник је Управног одбора ФК “Борац”.
- Од 1998-2000. године, а пре 1991. године и члан Управног одбора Атлетског клуба “Борац” Бања Лука.

## Учешће у пројектима
- Током 2010. године, Пројекат: „Компаративна анализа федералистичких државних система у Европи и свету и могућности инкорпорирања компатибилних федералистичких решења у системе Републике Српске и Босне и Херцеговине“, Министарства науке и технологије Републике Српске.
- Од 2013.-2014. године Пројекат: Едукација припадница политичких партија за политичко ангажовање у Босни и Херцеговини, Тхе Роyал Министрy оф Фореигн Аффаирс, Норвеy Ембесаде ин Сарајево.
- Од 2012-2014: Пројекат: Политичка академија, „Грађанин, друштво и политика у модерној демократији“, предавач, НУБЛ, Центар за студентску демократију и Фондација ФриедрицхЕберт.
- Током 2014: „Студија оправданости оснивања Општине Станари“, Општина Станари у оснивању.

## Научни и стручни радови

### Оригинални научни радови
1. Калинић, З.: Клупски менаџмент као фактор ефективног спортског спонзорства, 9thInternational Conference DEPENDABILITY AND QUALITY MANAGEMENT – DQM –2006, Београд, 2006.
2. Калинић, З., Лакић, М.: Допринос и развој институционалних инвеститора нафинансијском тржишту БиХ/РС – могућности инвестирања, 2. Међународна пословнаконференција, Зборник радова, Цеље, 2010.
3. Калинић, З.: Нова филозофија осигурања на просторима еx-Југославије – изазови имогућности, СВАРОГ број 2., НУБЛ, Бања Лука, 2011.
4. Калинић, З., Жупљанин, С.: Утицај свјетске економске кризе на припреме индустријеосигурања БиХ за улазак глобалних компанија на локална тржишта, Прво међународносавјетовање - Европска унија – услови и условљавања, Зборник радова, НУБЛ, Бања Лука,2011.
5. Калинић, З., Биочанин, Р., Радовић, С.: Management of new technologies with economicand ecological aspetcs of production, Research and development in mechanical industry,Зборник радова, RaDMI, Врњачка Бања, 2011.

### Књиге, монографије, уџбеници
1. Калинић, З.: Функције менаџмента у анимирању спонзора, ФПДН, Бања Лука, 2006.
2. Калинић, З., Костов, С.: Како да побиједимо на изборима, НУБЛ, Бања Лука, 2008.3. Маровић, Б., Калинић,
3. Основни принципи осигурања, НУБЛ, Бања Лука, 2009.
4. Калинић, З., Авдаловић, В., Маровић, Б., Војиновић, Ж.: Управљање ризицима уосигурању, НУБЛ, Бања Лука, 2009.

## Образовна делатност (наставно-педагошки рад)
1. Факултет за политичке и друштвене науке, Бања Лука,доцент, 2006 – 2007;
2. Независни универзитет за политичке и друштвене науке, Бања Лука,доцент, 2006 – 2007;
3. Независни универзитет Бања Лука, Бања Лука,доцент, 2008 -2011 ;
4. Независни универзитет Бања Лука, Бања Лука,ванредни професор, 2011 -2014

### Фусноте
1. ↑  НУБЛ 2019a.
2. ↑  Глас Српске 2019b.
3. ↑  НУБЛ 2019c.

### Веб
- НУБЛ (2019a). „Nezavisni univerzitet Banja Luka”. nubl.org. Приступљено 2. 12. 2019.
- Глас Српске (2019b). „Kalinić novi rektor NUBL-a”. glassrpske.com. Глас Српске. Приступљено 1. 12. 2019.
- НУБЛ (2019c). „Riječ rektora”. nubl.org. Приступљено 1. 12. 2019.